# Fuchswinkel (Schönheide)
Fuchswinkel ist ein Ortsteil der im westlichsten Teil des sächsischen Erzgebirges gelegenen Gemeinde Schönheide (Erzgebirgskreis) mit etwa einhundert Gebäuden.

## Geografische Lage

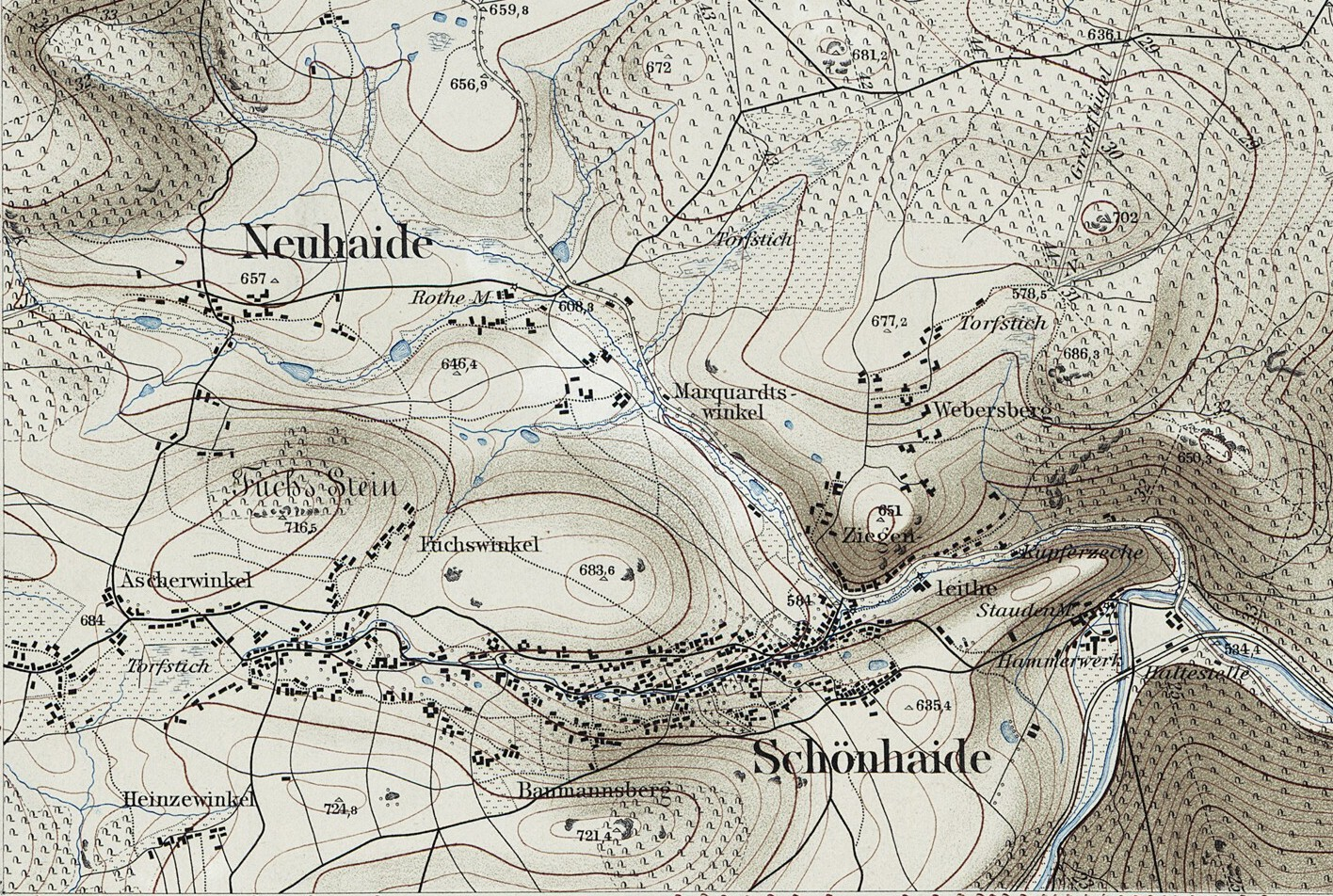
Fuchswinkel und Fuchsstein in einer Landkarte von 1876

Der Ortsteil liegt im oberen Teil von Schönheide. An der Nordseite dieses Ortsteils liegt der teilweise bewaldete 721,9 m ü. NHN hohe Berg Fuchsstein. Nach der Naturraumkarte von Sachsen liegt das Gebiet in der Mesogeochore „Schönheider Hochflächen“ und gehört zur Mikrogeochore „Schönheider Kuppengebiet“.

## Name
Den ersten Teil der Bezeichnung Fuchswinkel hält der Autor Ernst Flath, der eine etwa 1909 erschienene Geschichte Schönheides verfasste, für den Namen des ersten Siedlers in diesem Ortsteil. Er könne aber auch von dem Tier Fuchs hergeleitet sein. „Winkel“ als Bezeichnung eines Ortsteils gibt es in der Gemeinde Schönheide mehrfach: Ascherwinkel, Fuchswinkel, Heinzwinkel, Schwarzwinkel (früher Marquartswinkel). Siegfried Sieber bezeichnet diesen Begriff als alten Flurnamen. Dies findet eine Bestätigung im Deutschen Wörterbuch der Gebrüder Grimm, wonach der Begriff „Winkel“ „häufig in orts- und flurnamen zur bezeichnung von zwischen bergen, wäldern und fluszkrümmungen einbiegenden landstücken“ zu finden sei.
Im Asterschen Kartenwerk von 1792 werden die Begriffe „Der Fuchswinckel“ und „Der Fuchsstein“ verwendet, und einige Häuser sowie Wege sind südöstlich des Fuchssteins eingezeichnet. Albert Schiffner berichtet in Band 18 des Schumannschen Lexikons von 1833, der Fuchswinkel reihe sich an den Baumannsberg beinahe nach Nordwesten, er laufe „am Fuchssteine hin“ und komme „– gleich dem Markerswinkel – dem Orte Neuheide nahe“. In einem Ortsverzeichnis von 1837 wird die Bezeichnung Fuchswinkel verwendet und erläutert: „zu Schönheide gehörig; bildet eine abgesonderte Häusergruppe, nach Neuheide zu“. In den Spalten „Zahl der Wohngebäude“ und „Einwohner“ finden sich keine Angaben. Albert Schiffner erwähnt in seinem 1839 erschienenen Handbuch über Sachsen den Fuchswinkel als „Ortstheil“ und berichtet, der Fuchswinkel liege „unfern Neuheide“. Das Ortsverzeichnis für Sachsen von 1862 erwähnt den Fuchswinkel als zu Schönheide gehörend, macht aber keine näheren Angaben.
In Schönheide kam der Name „Fuchs“ nach dem Adressbuch für 1896 26fach vor, nach dem Adressbuch von 1913 17fach, nach dem von 1926 29fach und nach dem von 1930 zusammen mit Schönheiderhammer und Neuheide 27fach. Noch im 21. Jahrhundert in Schönheide allgemein bekannter Namensträger ist der „Fuchsen-Sattler“.

## Geschichte

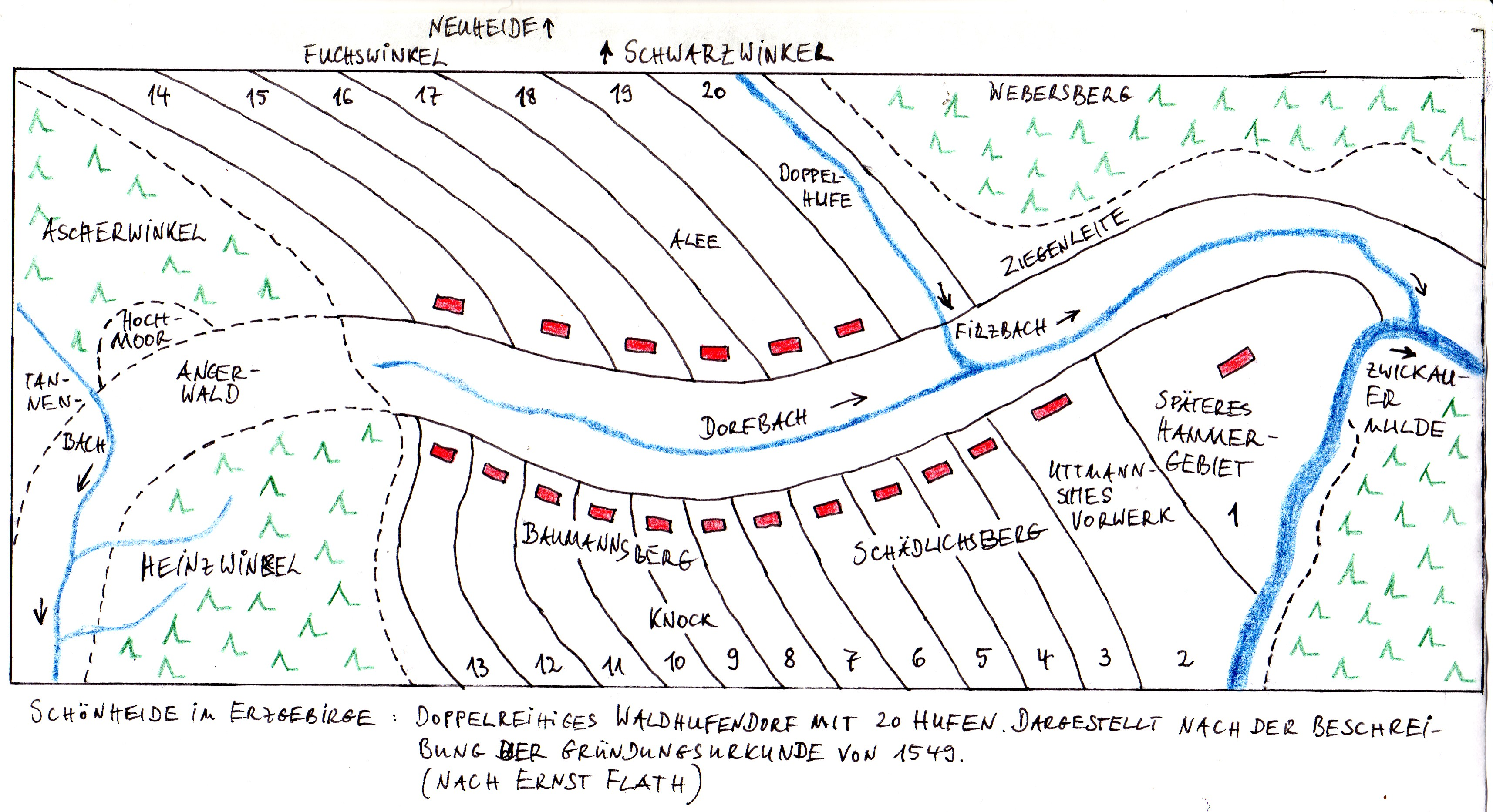
Der Ortsteil Fuchswinkel Teil der Erstbesiedlung Schönheides?

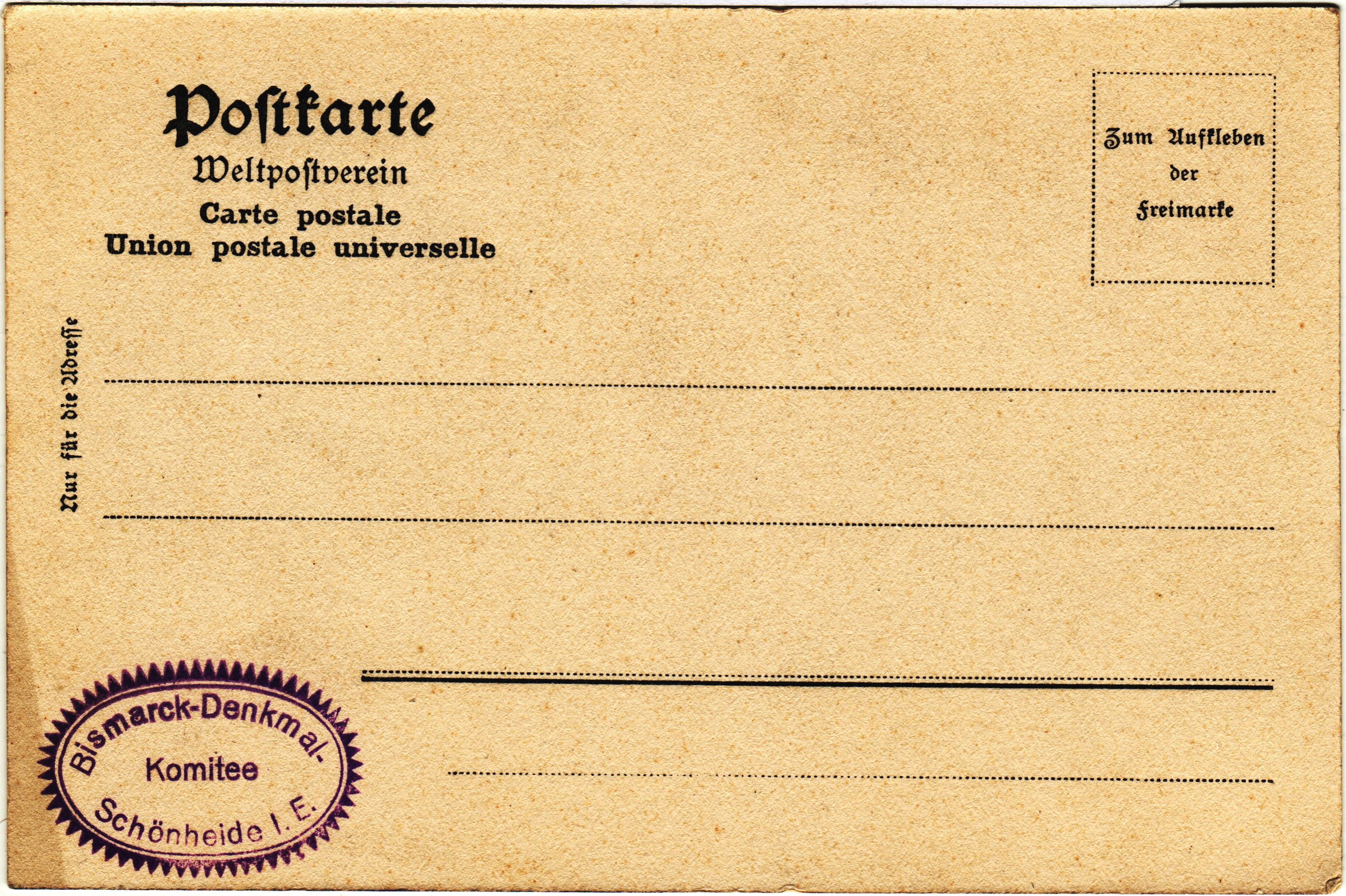
Das Bismarck-Denkmal-Komitee entstand schon um 1900.

Der Siedlungsbeginn von Schönheide wird auf 1537 datiert. In der Gründungsurkunde für Schönheide, dem sogenannten Befreiungsbrief vom 20. März 1549jul. des Balthasar Friedrich Edler von der Planitz, wird die Lage der Doppel-Hufen als einerseits vom Dorfbach nördlich bis zum Filzbach und andererseits südlich bis zur Zwickauer Mulde reichend beschrieben. Die Hufen der Gründungsphase reichten im nördlichen Bereich vom Filzbach bis zum Dorfbach. Der Ortsteil Fuchswinkel kann nach dem heute noch im Liegenschaftskataster ablesbaren Verlauf der Hufen nicht mit Sicherheit als Teil der Erstbesiedlung angesehen werden.
Weil der Ortsteil Fuchswinkel „von dem eigentlichen Complexe des enger zusammengebauten Dorfes in größerer Entfernung abgelegen und in sich selbst zerstreuter erbaut worden“ ist, wurde er im Jahr 1848 von dem Verbot von Schindel-, Stroh- und Rohrdächern befreit, das in Sachsen für Städte „und auf dem Land“ durch „Verordnung, baupolizeiliche Maßregeln zu Abwendung von Feuersgefahr betreffend vom 11. März 1841“ eingeführt wurde.
Anlässlich des 100. Geburtstages des Reichskanzlers von Otto von Bismarck wurde am 1. April 1915 eine Relieftafel an einer durch Steinbrucharbeiten entstandenen senkrechten Felswand am Fuchsstein enthüllt. Bereits 1910 hatte die Gemeinde Schönheide für das Denkmalprojekt das Gelände des Fuchssteins gekauft, parkartig umgewandelt und mit Wegen versehen. Nach dieser Umgestaltung des Geländes wurde hierfür der Name „Bismarkhain“ verliehen. 1945 erhielt der Berg seinen ursprünglichen Namen zurück, und die Gedenktafel wurde entfernt. Noch im 21. Jahrhundert sind die Dübellöcher für die Anbringung der Tafel zu erkennen.

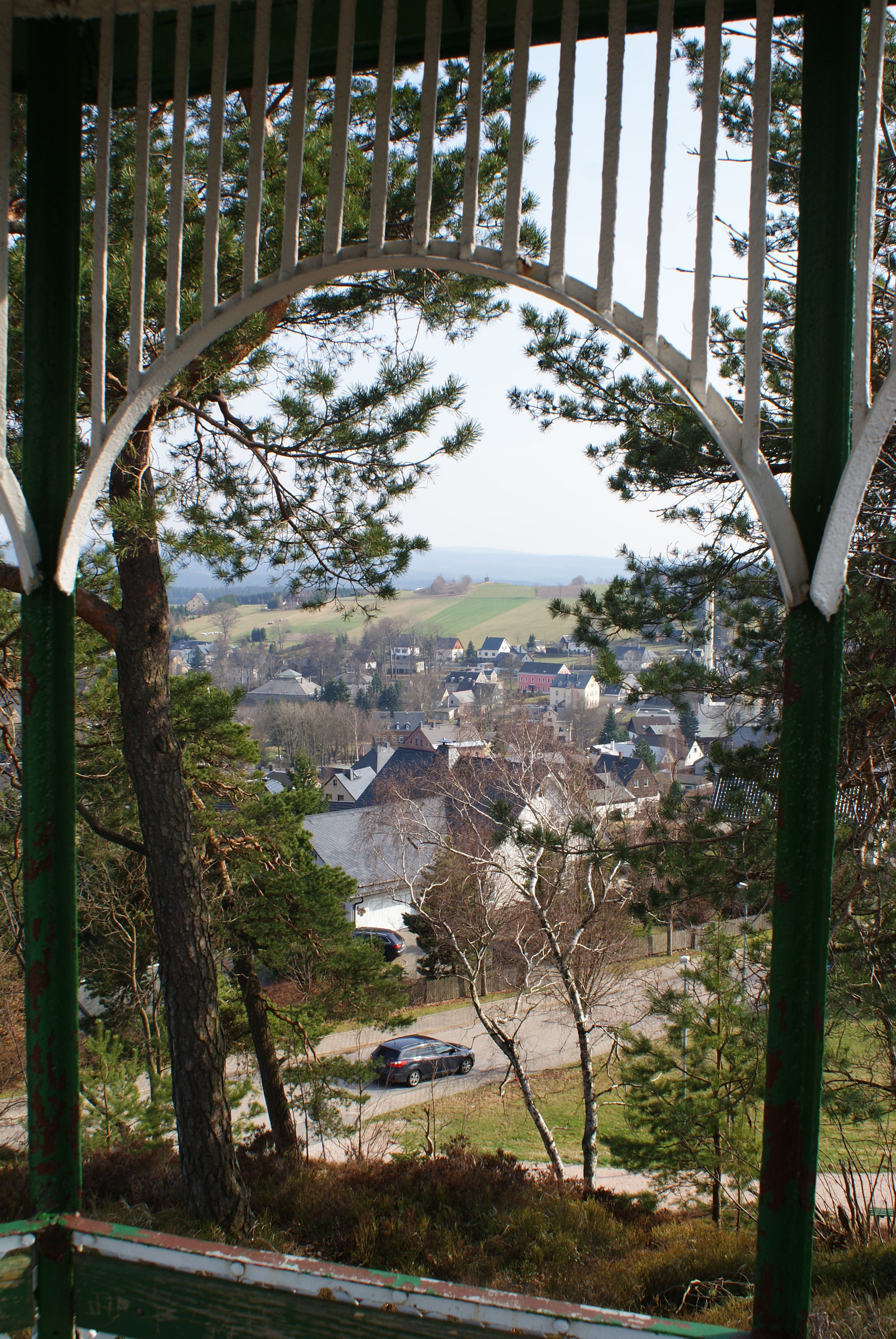
Aussichtspavillon auf dem Fuchsstein

Von den 1950er Jahren an fanden bis zum Ende der 1980er Jahre im Fuchsteingelände regelmäßig im Sommer eine „Park- und Pressefest“ genannte Veranstaltung statt, deren Mitveranstalter die in Chemnitz erscheinende Regionalzeitung „Freie Presse“ – damals als Organ der SED-Bezirksleitung des DDR-Bezirks Karl-Marx-Stadt – war. Auf einer Bühne wurden insbesondere Musikveranstaltungen geboten. In Landkarten ist am Fuchsstein „Bühne“ und auch „Freilichttheater“ eingetragen. Die Bezeichnung „Fuchsstein-Park“ und eine Darstellung des Geländes auf der Nordseite als „Skiübungshang“ findet sich in älteren Landkarten für das bewaldete Gelände um den Fuchsstein. Bis in das 21. Jahrhundert stellen Karten das Gelände mit Wegen als parkartig gestaltet dar und verwenden den Begriff „Park“. Am höchsten Punkt des Geländes steht ein eiserner Aussichtspavillon.
Nach 1990 wurde die vom Fuchsstein nach Süden abfallende Hochfläche von der Gemeinde Schönheide erschlossen und als Einfamilienhausgebiet ausgewiesen. Sie ist inzwischen voll bebaut. In diesem Bereich steht das Gebäude einer Religionsgemeinschaft. Da es eine formale Abgrenzung der einzelnen Ortsteile Schönheides nicht gibt, kann dieses Gebiet auch als nicht zum Ortsteil Fuchswinkel gehörend angesehen werden. Durch die Vergabe nur eines Straßennamens, nämlich „Am Fuchsstein“, mit zahlreichen von ihr abgehenden Stichstraßen, schuf die Gemeinde Schönheide auf diesem Wege keine Klarheit über eine Abgrenzung des Ortsteiles. Die in der Äquidistantenkarte von 1876 östlich des Fuchssteins eingetragene Häuserreihe mit der davon östlich eingetragenen Bezeichnung „Fuchswinkel“ wurde bis fast Ende des 20. Jahrhunderts als der Ortsteil Fuchswinkel verstanden.
Nach einem Landwirt mit Namen Johann-Ewald wurde im örtlichen Volksmund die Bezeichnung Johannberg abgeleitet, sie gilt dem Verbindungsweg von der Schneeberger Straße hinauf zu den Gleisen der Schmalspurbahn. Dieser Weg trägt heute den für eine Reihe von Straßen und Wegen in diesem Gebiet verwendeten Namen „Am Fuchsstein“.

## Wirtschaft und Infrastruktur

### Wirtschaft
In dem Neubaugebiet liegt seit 1999 ein Gebäudekomplex mit 52 altengerechten Wohnungen („betreutes Wohnen“), er beherbergt auch eine Diakoniestation und eine „Senioren-Begegnungsstätte“, die auch Veranstaltungen durchführt, so monatliche Geburtstagsfeiern für alte Menschen. Ein im Jahr 1995 eröffnetes Altenpflegezentrum mit 120 Plätzen der Cura-Gruppe mit der Bezeichnung Barbara-Uttmann-Stift bietet regelmäßig Veranstaltungen auch für Außenstehende. In der Einrichtung werden Gottesdienste abgehalten. Beide Einrichtungen entstanden von der Mitte der 1990er Jahre an. Auf dem Gelände des früheren Bahnhofs gibt es einen Getränkegroßmarkt. Handwerker wie eine Tischlerei ergänzen die wirtschaftliche Infrastruktur des im Wesentlichen von Wohngebäuden geprägten Ortsteils.

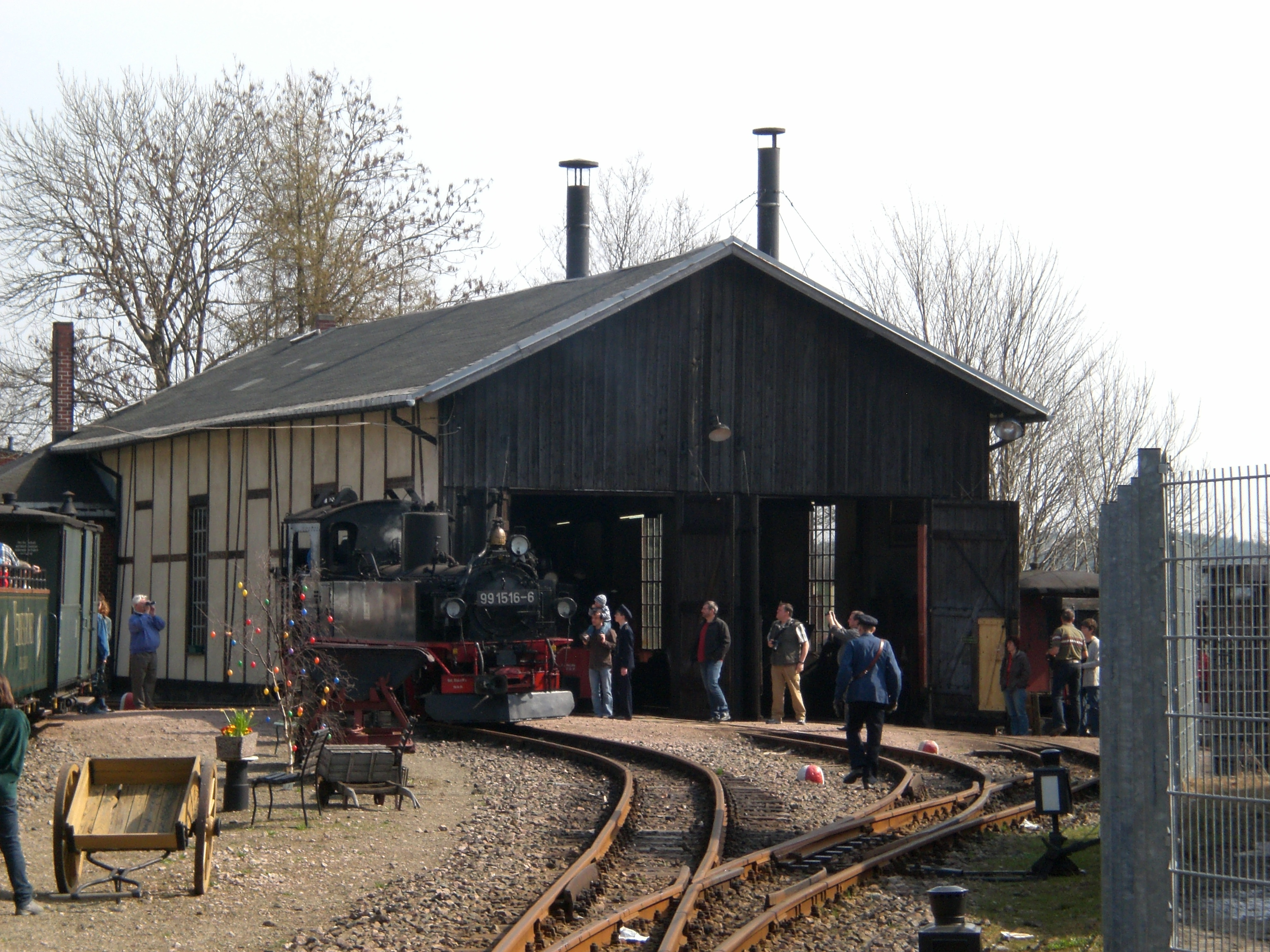
Lokomotivschuppen von 1893

### Verkehr
Das Gebiet wird von der Straße „Am Fuchsstein“ erschlossen. Diese geht im oberen Teil von Schönheide an zwei verschiedenen Stellen von der Hauptstraße, der Staatsstraße 278, ab und erreicht die Gebäude mit einer Reihe von Stichstraßen, die ausnahmslos denselben Namen tragen. Bis Ende 1974 hieß der bis dahin bestehende Teil dieser Straße „Fuchswinkel“.

### Museumseisenbahn
Im Fuchswinkel hat der Verein Museumsbahn Schönheide e. V. seine Hauptwirkungsstätte. Auf schon Anfang der 1990er Jahre wieder aufgebauten Gleisen der in den 1970er Jahren eingestellten Schmalspurbahn Wilkau-Haßlau–Carlsfeld betreibt dieser Verein seit 1993 einen Museumseisenbahnverkehr. Grundlage hierfür war der erhalten gebliebene Lokomotivschuppen, der Platz für zwei nebeneinander stehende Lokomotiven bietet. Nördlich des früheren Bahnhofs Schönheide Mitte – auf dem früheren Bahnhofsgleisen steht ein nach 1990 errichteten Getränkegroßmarkt – liegt der Endhaltepunkt der bis zur Station Stützengrün-Neulehn reichenden Bahnstrecke dieser Museumsbahn, die regelmäßig Fahrtage anbietet und auch Sonderfahrten durchführt.
Der Lokomotivschuppen ist nach der Einstufung durch das Sächsische Landesamt für Denkmalpflege ein Kulturdenkmal, das auf der Liste der Kulturdenkmale in Schönheide unter der Nummer 08957067 steht. Das Landesamt stuft das Objekt so ein: „Lokschuppen des ehemaligen Bahnhofs Schönheide der Schmalspurstrecke Carlsfeld – Schönheide; Typenbau von orts- und verkehrsgeschichtlicher Bedeutung“ und gibt als Entstehungsjahr „um 1900 (Bahnbetriebsanlage)“ an. Der reguläre Bahnverkehr wurde am 16. Dezember 1893 aufgenommen.